# 下顎管

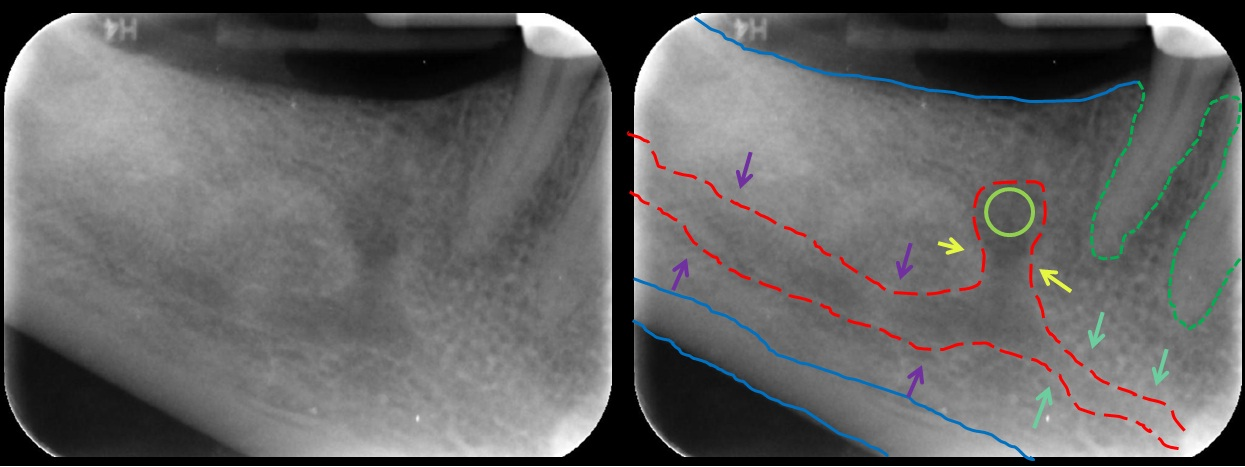
The mandibular incisive canal (indicated here by coral green arrows) continuing anteriorly (to the right) from the mandibular canal (purple arrows) after the mental foramen (light green circle).

下顎管（かがくかん）は下顎骨に存在する管で、下歯槽神経、下歯槽動脈、下歯槽静脈が中を走行する。下顎孔から下顎枝を下前方に向かい、その後下顎体にて歯槽の下を前方に向かう。走行中、歯槽と交通し、下歯槽神経、下歯槽動脈、下歯槽静脈の枝が歯髄腔へと向う。
切歯部にて、切歯の歯槽へと向かう下顎切歯管とよばれる小さな枝を出し、後方へ戻りオトガイ孔へとむかう。

## 臨床
レントゲン写真上、50%の下顎第二大臼歯の根尖が下顎管と近接している。40%は、根管が根尖から離れており、レントゲン上では10%で、根尖孔が下顎管内に存在している。下顎第二大臼歯の歯内治療において、下歯槽神経の損傷による知覚麻痺の可能性があるので、リーマーや根管充填材の使用には注意が必要である。
また、下顎第三大臼歯も同様に下顎管と近接しており、知覚麻痺は埋伏智歯抜歯の際の偶発症として知られている。